# NGC 2516

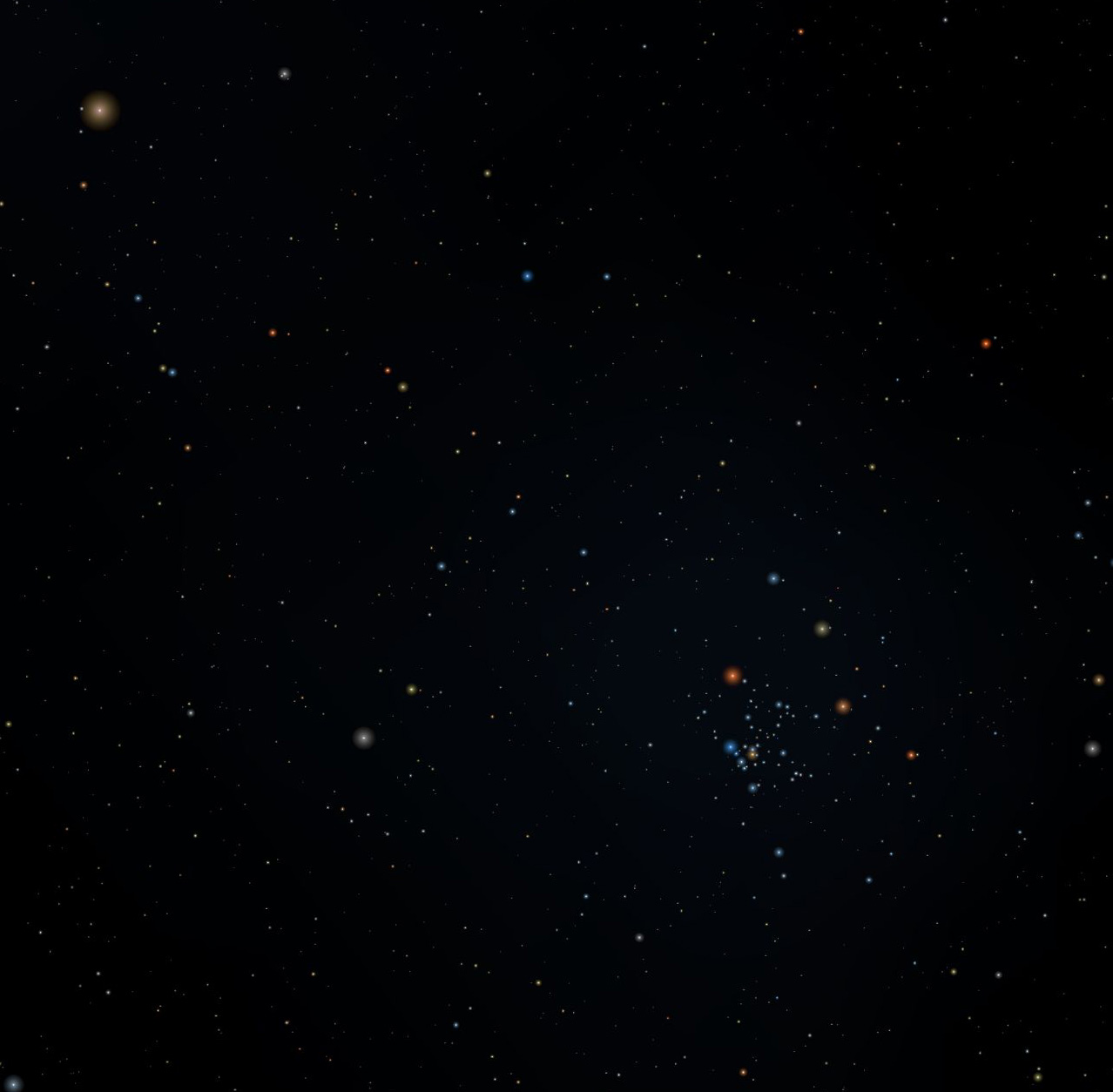
NGC 2516

NGC 2516 sau Caldwell 96 este un roi deschis din constelația Carena. 